# Đevanje
Đevanje (cyr. Ђевање) – wieś w Bośni i Hercegowinie, w Republice Serbskiej, w mieście Zvornik. W 2013 roku liczyła 279 mieszkańców.